# 太姥山駅
 太姥山駅は、中華人民共和国 福建省 寧徳市 福鼎市 太姥山鎮にあり、南昌鉄道局に属し、2009年9月28日に温福線と同時に正式に開業した。 
駅は福福鼎駅から20キロ以上離れており、旅客輸送事業のみを取り扱い、主に太姥山を訪れる乗客にサービスを提供している。 

## 歴史
2009年9月28日に正式に開業した。 

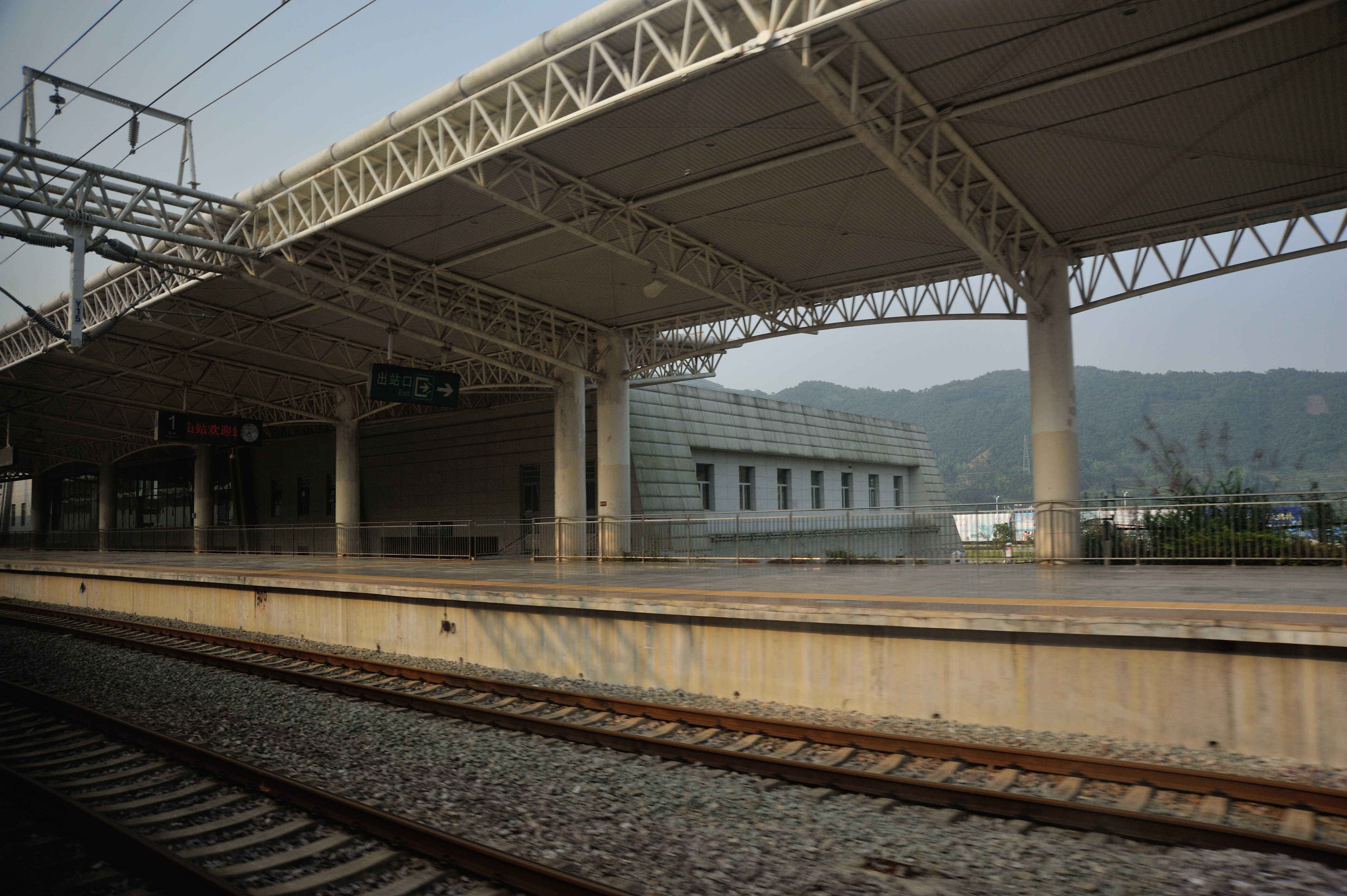
太姥山駅
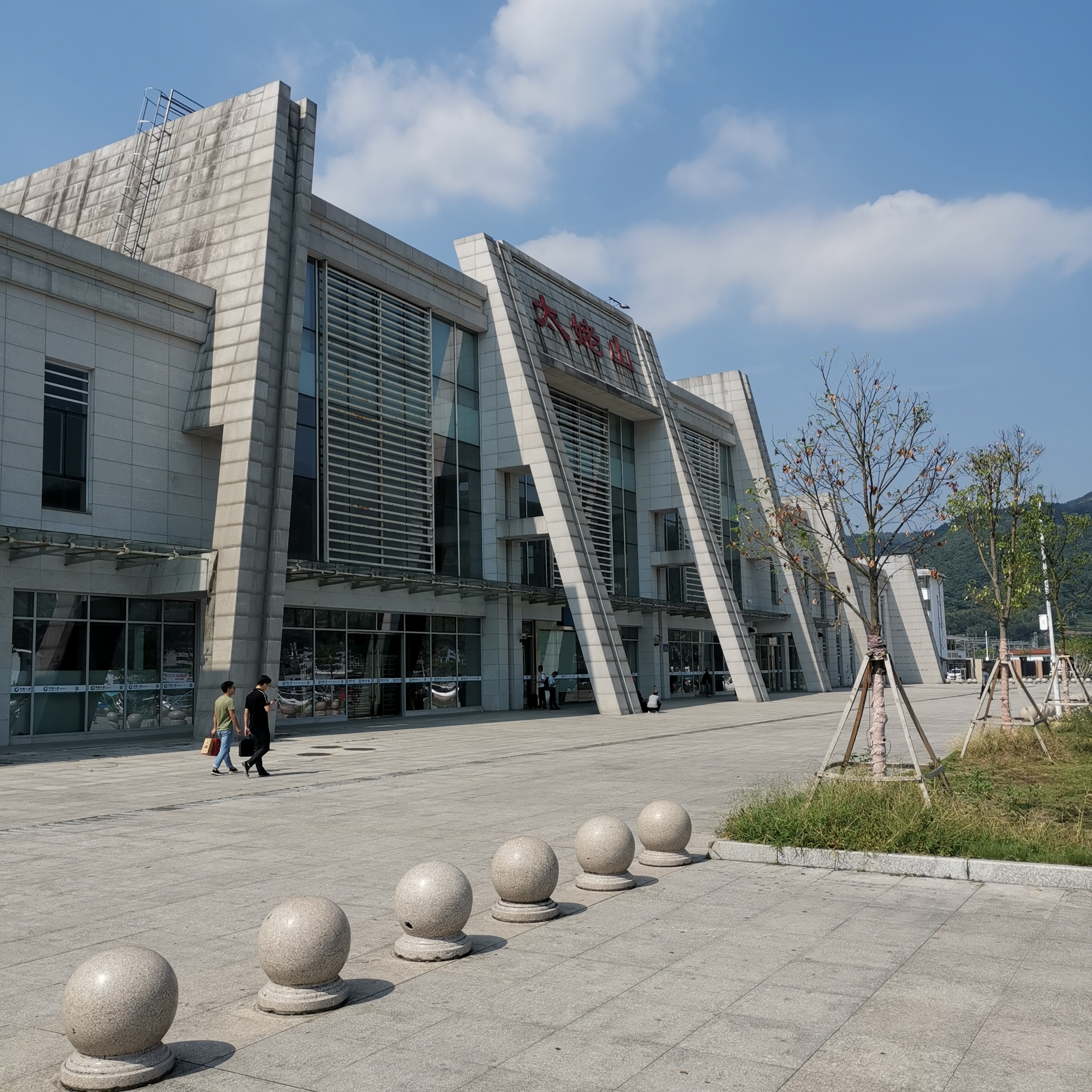
太姥山駅
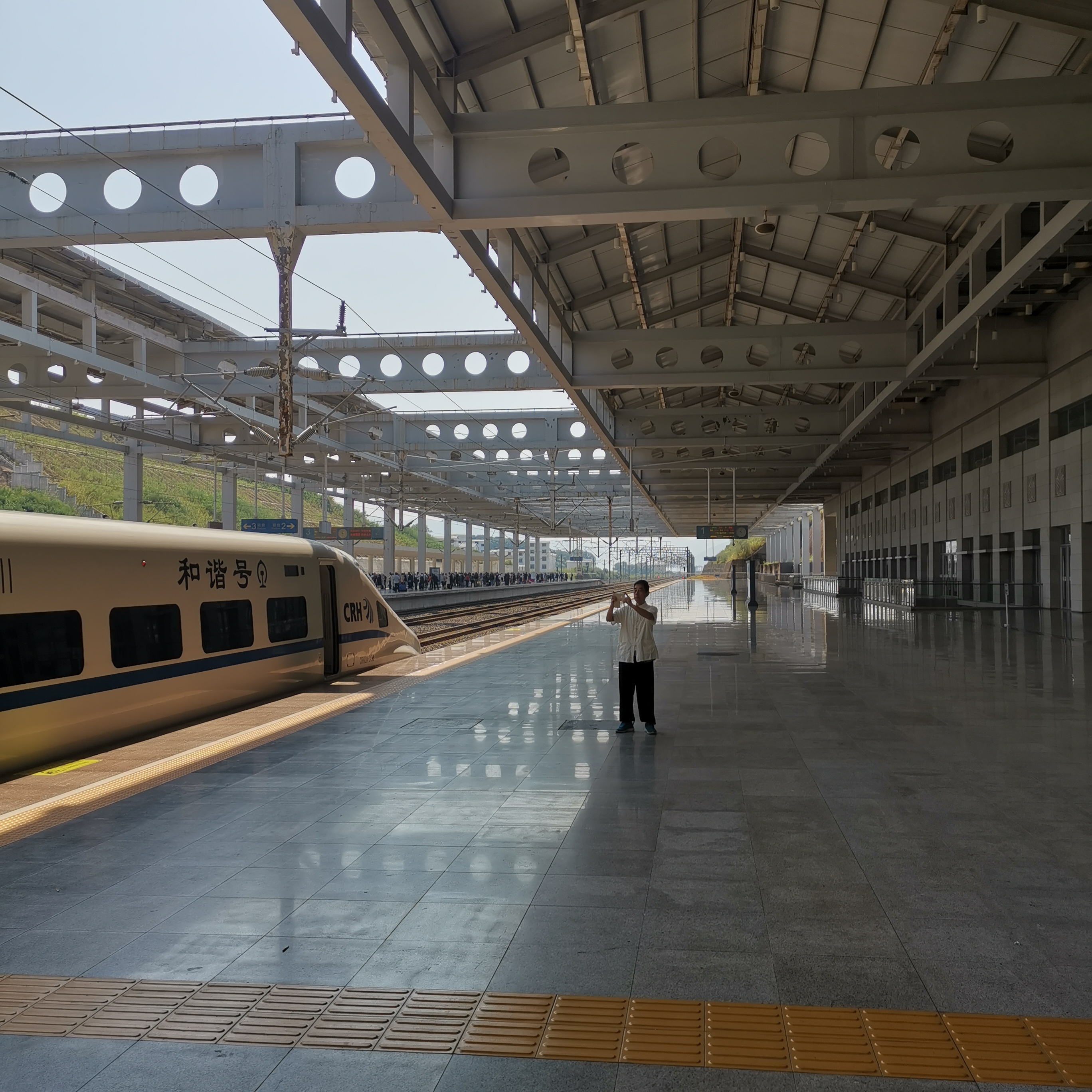
太姥山駅

## 隣の駅
中国国鉄
温福線
福鼎駅　-　太姥山駅　-　霞浦駅

## 参考資料
1. ↑  温福铁路宁德段风采——五火车站各有特色，宁德网，2009-6-27 的存檔，存档日期2010-05-01.